# Pedro González de Velasco
Pedro González de Velasco (Valseca, 23 ottobre 1818 – Madrid, 21 ottobre 1882) è stato un medico e antropologo spagnolo tra i fondatori del Museo Nacional de Antropología della città di Madrid.

## Biografia
Pedro González de Velasco nacque a Valseca, un piccolo paese della provincia di Segovia, in una famiglia umile di contadini. Viaggiò a Segovia dove imparò latino e guadagnò un po' di soldi lavorando come soldato.
Quando morì suo padre, si trasferì a Madrid dove cominciò a studiare medicina e, cinque anni dopo, ottenne il titolo di chirurgo. Nella sua prima fase di studio, cominciò ad analizzare la "scultura anatomica" in varie università europee.
In seguito divenne professore alla Facoltà di Medicina di Madrid ed ottenne un posto nell'Ospedale clinico San Carlo (attualmente il Museo d'Arte Reina Sofía). Con il denaro guadagnato cominciò a viaggiare per il mondo e a collezionare pezzi d'interesse antropologico e etnografico.
Nel 1873 fondò il Museo Nacional de Antropología con l'aiuto di Francisco de Cubas, inaugurato nel 1875 da Alfonso XII e dove espose tutti i reperti che aveva acquistato durante i suoi viaggi.
Il suo corpo è sepolto nel cimitero di Sant'Isidoro, insieme alla moglie e alla figlia. La volontà originale di González de Velasco era quella di essere sepolto nel museo da lui fondato, dove rimase fino al 1943, per poi essere imbalsamato e trasportato nel cimitero cittadino.